# Bierkut (skafander kosmiczny)

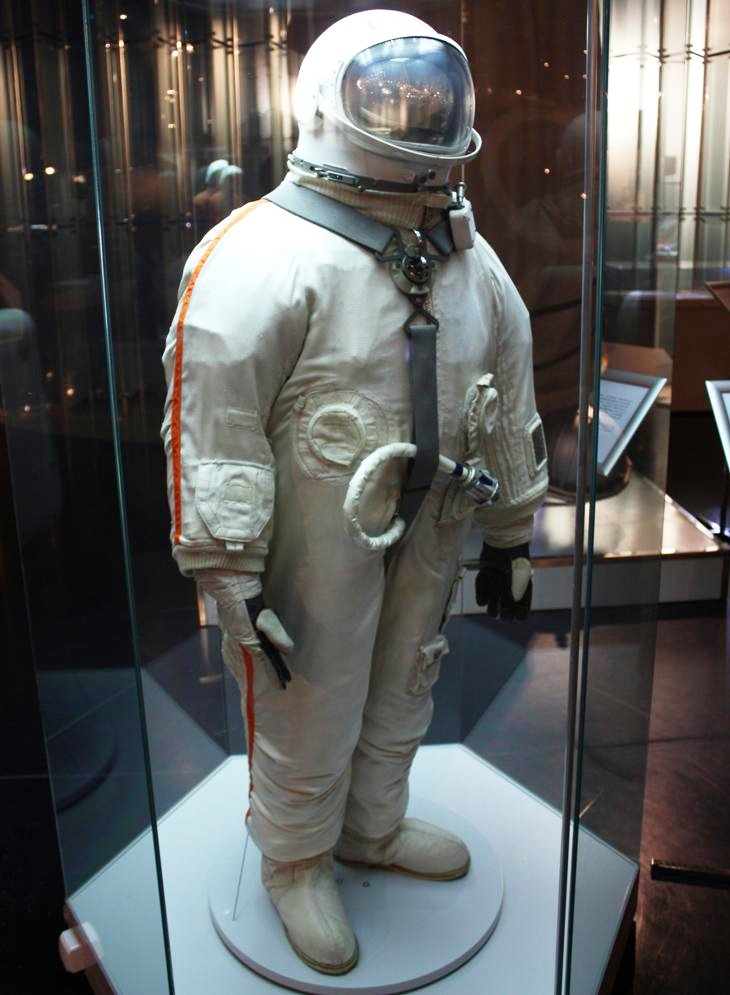
Model skafandra Bierkut w Muzeum Kosmonautyki w Moskwie

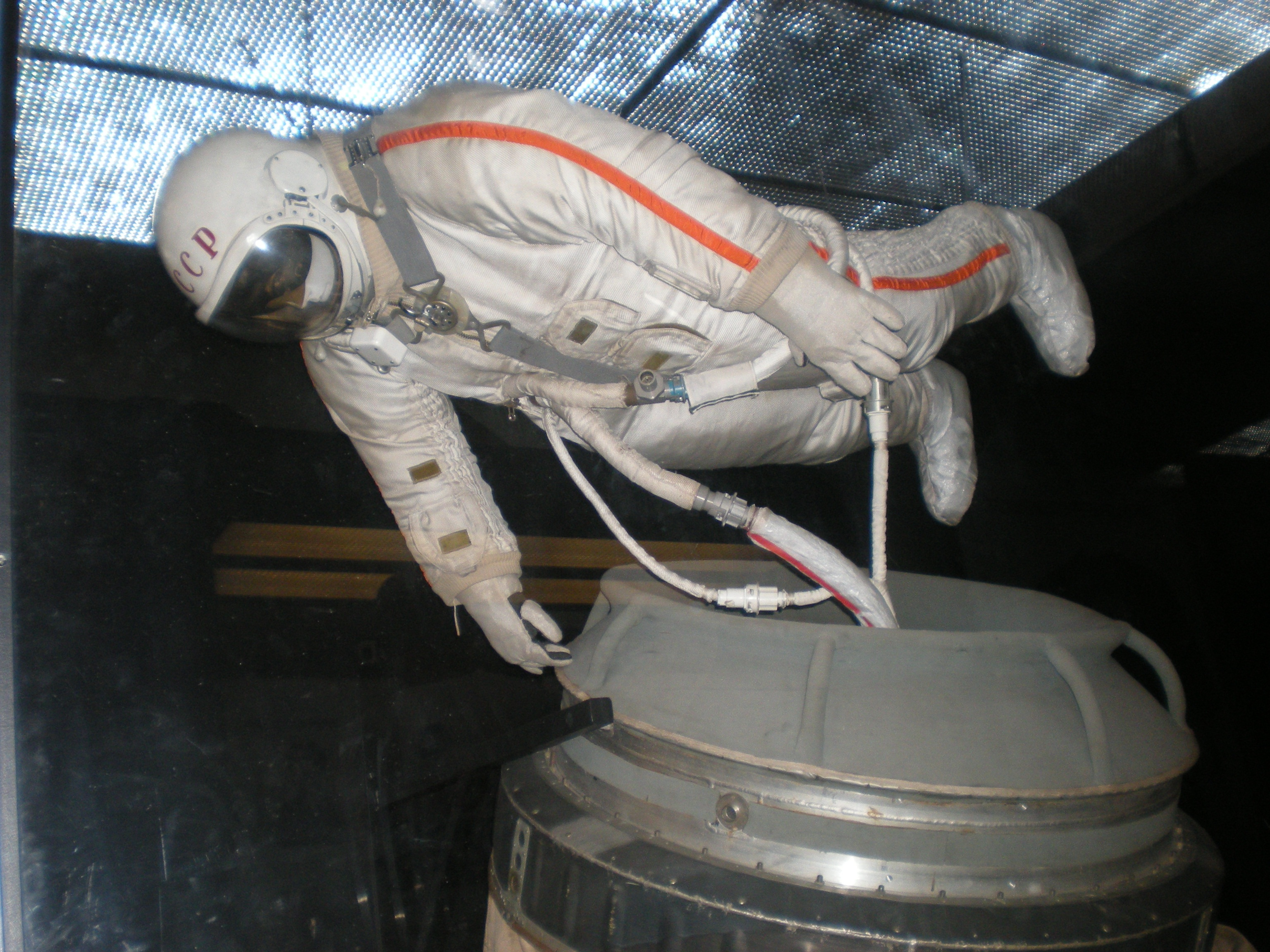
Skafander Bierkut, w którym Aleksiej Leonow opuścił statek Woschod 2. National Air and Space Museum w Waszyngtonie

Bierkut (ros. Беркут) – radziecki czterowarstwowy skafander kosmiczny, zaprojektowany specjalnie do spacerów kosmicznych na orbicie okołoziemskiej na pokładzie pojazdów Woschod, produkowany przez NPP Zwiezda w latach 1964–1965. Bierkut był też powszechnie używany na różnych misjach jako kombinezon ratunkowy.
18 marca 1965 kosmonauta Aleksiej Leonow ubrany w skafander Bierkut jako pierwszy człowiek, wyszedł w otwartą przestrzeń kosmiczną. Stało się to podczas lotu kosmicznego Woschod 2.

## Dane techniczne
Nazwa: Bierkut
Producent: NPP Zwiezda
Misje: Woschod 2
Przeznaczenie: spacery kosmiczne
Ciśnienie robocze: 0,4 bar
Masa całkowita: 41,5 kg
Całkowity czas podtrzymywania życia: 45 min
Poprzednik: SK-1
Następca: Jastrieb

## Skafandry EVA
Kombinezony do spacerów kosmicznych – EVA (ang. Extravehicular activity czyli czynności pozapojazdowe) przeznaczone były do dłuższych prac w stanie nieważkości, na zewnątrz kapsuły, stacji lub pojazdu kosmicznego i były prawie lub całkowicie samodzielne w przestrzeni kosmicznej. Projekt skafandrów EVA dawał wysoką mobilność, kiedy były pod ciśnieniem, jednocześnie zapewniając pełną ochronę w otwartej przestrzeni. Oprócz Bierkuta Zwiezda produkowało jeszcze dwa skafandry tego typu: Jastrieb i Orłan.